# Palhèiras de Noalhac
Paslières és un municipi francès situat al departament del Puèi Domat i a la regió d'Alvèrnia-Roine-Alps. L'any 2007 tenia 1.513 habitants.

## Demografia

### Població
El 2007 la població de fet de Paslières era de 1.513 persones. Hi havia 584 famílies de les quals 124 eren unipersonals (40 homes vivint sols i 84 dones vivint soles), 184 parelles sense fills, 236 parelles amb fills i 40 famílies monoparentals amb fills.
La població ha evolucionat segons el següent gràfic:
Habitants censats

### Habitatges
El 2007 hi havia 702 habitatges, 594 eren l'habitatge principal de la família, 43 eren segones residències i 65 estaven desocupats. 675 eren cases i 26 eren apartaments. Dels 594 habitatges principals, 518 estaven ocupats pels seus propietaris, 55 estaven llogats i ocupats pels llogaters i 21 estaven cedits a títol gratuït; 1 tenia una cambra, 15 en tenien dues, 63 en tenien tres, 188 en tenien quatre i 327 en tenien cinc o més. 482 habitatges disposaven pel capbaix d'una plaça de pàrquing. A 203 habitatges hi havia un automòbil i a 353 n'hi havia dos o més.

### Piràmide de població
La piràmide de població per edats i sexe el 2009 era:
| Homes | Edats   | Dones |
| ----- | ------- | ----- |
| 0     | 95 o +  | 0     |
| 4     | 90 a 94 | 8     |
| 16    | 85 a 89 | 8     |
| 4     | 80 a 84 | 8     |
| 16    | 75 a 79 | 36    |
| 28    | 70 a 74 | 20    |
| 28    | 65 a 69 | 40    |
| 32    | 60 a 64 | 32    |
| 44    | 55 a 59 | 28    |
| 36    | 50 a 54 | 56    |
| 56    | 45 a 49 | 40    |
| 68    | 40 a 44 | 52    |
| 56    | 35 a 39 | 56    |
| 28    | 30 a 34 | 48    |
| 52    | 25 a 29 | 56    |
| 72    | 20 a 24 | 28    |
| 52    | 15 a 19 | 28    |
| 48    | 10 a 14 | 36    |
| 40    | 5 a 9   | 56    |
| 24    | 0 a 4   | 48    |

## Economia
El 2007 la població en edat de treballar era de 989 persones, 749 eren actives i 240 eren inactives. De les 749 persones actives 670 estaven ocupades (366 homes i 304 dones) i 79 estaven aturades (36 homes i 43 dones). De les 240 persones inactives 79 estaven jubilades, 73 estaven estudiant i 88 estaven classificades com a «altres inactius».

### Ingressos
El 2009 a Paslières hi havia 621 unitats fiscals que integraven 1.595 persones, la mediana anual d'ingressos fiscals per persona era de 16.578 €.

### Activitats econòmiques
Dels 31 establiments que hi havia el 2007, 1 era d'una empresa alimentària, 1 d'una empresa de fabricació de material elèctric, 3 d'empreses de fabricació d'altres productes industrials, 6 d'empreses de construcció, 2 d'empreses de comerç i reparació d'automòbils, 4 d'empreses de transport, 3 d'empreses d'hostatgeria i restauració, 2 d'empreses d'informació i comunicació, 8 d'empreses de serveis i 1 d'una empresa classificada com a «altres activitats de serveis».
Dels 9 establiments de servei als particulars que hi havia el 2009, 1 era una oficina de correu, 2 paletes, 1 guixaire pintor, 1 fusteria, 1 lampisteria i 3 restaurants.
L'únic establiment comercial que hi havia el 2009 era una fleca.
L'any 2000 a Paslières hi havia 17 explotacions agrícoles que ocupaven un total de 700 hectàrees.

## Equipaments sanitaris i escolars
El 2009 hi havia 2 escoles elementals.

## Poblacions més properes
El següent diagrama mostra les poblacions més properes.